# شهرستان نیشیانگ
شهرستان نیشیانگ (به لاتین: Neixiang County) یک منطقهٔ مسکونی در چین است که در نانیانگ واقع شده‌است. شهرستان نیشیانگ ۲٬۴۶۵ کیلومتر مربع مساحت و ۶۱۰٬۰۰۰ نفر جمعیت دارد.